# En läcka i ridån
En läcka i ridån (originaltitel: Torn Curtain) är en amerikansk thrillerfilm från 1966 i regi av Alfred Hitchcock.

## Produktion
Under produktionen stötte filmen på flera stora motgångar. Det ursprungliga manuset dömdes ut av både Alfred Hitchcock och Universal Pictures, som finansierade filmen. Keith Waterhouse och Willis Hall blev tvungna att göra omfattande omskrivningar och bearbetningar innan filmen kunde avslutas; insatser de inte blev krediterade för. Bernard Herrmann, som länge arbetat tillsammans med Alfred Hitchcock, hade redan komplett filmmusik färdig men varken Hitchcock eller Universal var nöjd med den. Bernard Herrmann och Alfred Hitchcock blev osams och kom aldrig att arbeta tillsammans igen. Finansieringsproblem och flera inspelningsplatsändringar försenade också produktionen. Relationen mellan Hitchcock och stjärnan Paul Newman sades också vara problematisk då Newman som kom från en annan generation av skådespelare än till exempel Cary Grant och James Stewart ständigt frågade Hitchcock om manuset och karakteriseringen genom hela filmningen, något som Hitchcock fann oacceptabelt och respektlöst. Newman har insisterat att han inte menade att vara respektlös mot Hitchcock och sade en gång att "Jag tror Hitchcock och jag verkligen kunde satt den här filmen, men manuset hamnade hela tiden i vägen".
Brian Moores eget missnöje med projektet kan ses i hans roman Fergus (1970), där den osympatiske karaktären Bernard Boweri, baserad på Hitchcock, figurerar.

## Om filmen
En läcka i ridån visades i SVT1 den 23 november 1985.

## Mottagande
Julie Andrews suggestivt sexiga framtoning var kontroversiell för tiden (hon hade tidigare medverkat i flera populära Disneyfilmer). Kritiken framfördes framförallt mot hur hennes och Paul Newmans roller delade säng på ett uppenbart romantiskt sätt trots att de inte var gifta, vilket inte hade varit tillåtet tidigare under produktionskoden. Hitchcock klagade ofta över att Andrews blev "rekommenderad" åt honom och inte var hans egentliga val. Filmen blev dock en mindre framgång och en berömvärd insats även om den inte brukar anses vara en Hitchcockklassiker. Den innehåller en minnesvärd mordscen (med bland andra Paul Newman och Wolfgang Kieling), som Hitchcock skapade för att visa publiken hur svårt det verkligen är att döda en människa.

## Medverkande
- Paul Newman – professor Michael Armstrong
- Julie Andrews – Dr. Sarah Louise Sherman
- Lila Kedrova – grevinnan Kuchinska
- Hansjörg Felmy – Heinrich Gerhard
- Tamara Toumanova – ballerinan
- Wolfgang Kieling – Hermann Gromek
- Mort Mills – spion/lantbrukare